# Aulagromyza tridentata
Aulagromyza tridentata är en tvåvingeart som först beskrevs av Friedrich Hermann Loew 1858.  Aulagromyza tridentata ingår i släktet Aulagromyza och familjen minerarflugor.
Artens utbredningsområde är Polen. Arten har ej påträffats i Sverige. Inga underarter finns listade i Catalogue of Life.